# Giải bóng đá hạng nhì quốc gia Cộng hòa Síp 2016–17
Giải bóng đá hạng nhì quốc gia Cộng hòa Síp 2016–17 là mùa giải thứ 62 của bóng đá hạng nhì Cộng hòa Síp. Giải khởi tranh ngày 16 tháng 9 năm 2016 và kết thúc ngày 25 tháng 3 năm 2017. Alki Oroklini giành danh hiệu đầu tiên.

## Thay đổi đội bóng từ mùa giải 2015–16
Các đội thăng hạng Giải bóng đá hạng nhất quốc gia Cộng hòa Síp 2016–17
- Karmiotissa
- AEZ Zakakiou
- Anagennisi Deryneia

Các đội xuống hạng từ Giải bóng đá hạng nhất quốc gia Cộng hòa Síp 2015–16
- Enosis Neon Paralimni
- Ayia Napa
- Pafos

Các đội thăng hạng từ Giải bóng đá hạng ba quốc gia Cộng hòa Síp 2015–16
- Akritas Chlorakas
- Alki Oroklini
- Ethnikos Assia

Các đội xuống hạng Giải bóng đá hạng ba quốc gia Cộng hòa Síp 2016–17
- Elpida Xylofagou
- Nikos & Sokratis Erimis
- Digenis Oroklinis

## Sân vận động và địa điểm
Ghi chú: Bảng liệt kê câu lạc bộ theo thứ tự bảng chữ cái.
| Câu lạc bộ        | Vị trí                | Địa điểm                            | Sức chứa |
| ----------------- | --------------------- | ----------------------------------- | -------- |
| Akritas Chlorakas | Chloraka, Paphos      | Chloraka Municipal Stadium          | 3.500    |
| Alki Oroklini     | Oroklini, Larnaca     | Ammochostos Stadium                 | 5.500    |
| ASIL              | Larnaca               | Grigoris Afxentiou Stadium          | 2.000    |
| Ayia Napa         | Ayia Napa, Famagusta  | Ayia Napa Municipal Stadium         | 2.000    |
| EN Paralimni      | Paralimni, Famagusta  | Tasos Markou Stadium                | 5.800    |
| EN Parekklisia    | Parekklisia, Limassol | Parekklisia Community Stadium       | 3.000    |
| ENAD              | Polis, Paphos         | Polis Chrysochous Municipal Stadium | 1,300    |
| Ethnikos          | Nicosia               | Makario Stadium                     | 16.000   |
| Olympiakos        | Nicosia               | Makario Stadium                     | 16.000   |
| Omonia Ar.        | Aradippou, Larnaca    | Aradippou Municipal Stadium         | 2.500    |
| Othellos          | Athienou, Larnaca     | Othellos Athienou Stadium           | 5.000    |
| PAEEK             | Lakatamia, Nicosia    | Keryneia-Epistrophi Stadium         | 2.000    |
| Pafos             | Paphos                | Pafiako Stadium                     | 9,394    |
| THOI              | Lakatamia, Nicosia    | THOI Lakatamia Stadium              | 3.500    |

## Bảng xếp hạng
Bản mẫu:2016–17 Giải bóng đá hạng nhì quốc gia Cộng hòa Síp table

## Kết quả
| Nhà \ Khách             | AKR | ALK | ASL | AYN | END | THO | PRL | PRK | ETH | OLY | OMA | OTH | PAE | PAF |
| ----------------------- | --- | --- | --- | --- | --- | --- | --- | --- | --- | --- | --- | --- | --- | --- |
| Akritas Chlorakas       | —   | 0–2 | 1–1 | 0–3 | 3–0 | 0–1 | 0–0 | 1–2 | 2–1 | 0–1 | 0–2 | 3–5 | 3–0 | 1–1 |
| Alki Oroklini           | 5–1 | —   | 2–0 | 2–2 | 5–0 | 3–0 | 3–0 | 5–0 | 1–0 | 0–2 | 3–1 | 4–0 | 2–0 | 2–1 |
| ASIL Lysi               | 0–2 | 1–2 | —   | 2–1 | 1–0 | 1–0 | 0–1 | 2–0 | 1–1 | 1–2 | 0–0 | 1–1 | 2–2 | 0–2 |
| Ayia Napa               | 3–0 | 2–1 | 1–0 | —   | 6–0 | 3–0 | 2–0 | 8–1 | 2–1 | 0–0 | 3–1 | 2–2 | 0–0 | 2–3 |
| ENAD Polis Chrysochous  | 2–1 | 1–3 | 1–2 | 1–3 | —   | 1–2 | 0–1 | 3–1 | 3–0 | 3–3 | 0–0 | 0–3 | 2–1 | 0–3 |
| ENTHOI Lakatamia        | 2–0 | 0–1 | 1–2 | 1–3 | 0–0 | —   | 2–1 | 2–0 | 8–1 | 0–1 | 1–2 | 0–1 | 1–1 | 0–0 |
| Enosis Neon Paralimni   | 2–0 | 0–2 | 2–1 | 1–1 | 3–2 | 1–1 | —   | 4–2 | 0–1 | 2–2 | 3–2 | 0–0 | 2–0 | 2–2 |
| Enosis Neon Parekklisia | 1–1 | 0–1 | 3–3 | 1–0 | 2–2 | 1–1 | 2–4 | —   | 1–2 | 2–1 | 0–0 | 0–7 | 1–2 | 2–2 |
| Ethnikos Assia          | 2–1 | 0–2 | 1–0 | 0–3 | 1–1 | 0–2 | 1–1 | 3–1 | —   | 0–2 | 1–2 | 2–6 | 2–1 | 0–2 |
| Olympiakos Nicosia      | 2–0 | 0–1 | 2–1 | 3–0 | 3–1 | 2–3 | 0–0 | 3–2 | 3–0 | —   | 1–0 | 2–1 | 0–1 | 2–2 |
| Omonia Aradippou        | 2–0 | 0–2 | 0–2 | 0–0 | 0–0 | 0–1 | 1–5 | 0–1 | 1–1 | 0–0 | —   | 1–2 | 1–0 | 0–1 |
| Othellos Athienou       | 1–0 | 3–3 | 0–2 | 4–0 | 3–2 | 2–1 | 1–3 | 2–0 | 2–0 | 1–3 | 1–0 | —   | 2–0 | 1–2 |
| PAEEK                   | 2–3 | 1–1 | 3–1 | 1–1 | 0–0 | 2–2 | 1–2 | 3–1 | 1–0 | 1–2 | 1–0 | 0–1 | —   | 2–2 |
| Pafos                   | 2–1 | 0–2 | 2–0 | 3–0 | 2–1 | 4–0 | 3–1 | 2–0 | 3–2 | 1–2 | 1–0 | 2–1 | 3–0 | —   |